# Swedish Open 1974
Lo Swedish Open 1974 è stato un torneo di tennis giocato sulla terra rossa. È stata la 27ª edizione del torneo, che fa parte della categoria del Commercial Union Assurance Grand Prix 1974. Il torneo si è giocato a Båstad in Svezia dall'8 al 14 luglio 1974.

## Campioni

### Singolare maschile
Björn Borg ha battuto in finale  Adriano Panatta con il punteggio di 6–3, 6–0, 6(4)–7, 6–3

### Singolare femminile
Sue Barker ha battuto in finale  Marijve Jansen con il punteggio di 6–1, 7–5

### Doppio maschile
Paolo Bertolucci /  Adriano Panatta hanno battuto in finale  Ove Nils Bengtson /  Björn Borg con il punteggio di 6–3, 2–6, 6–3

### Doppio femminile
Sue Barker /  Glynis Coles-Bond hanno battuto in finale  Fiorella Bonicelli /  Anna-Maria Nasuelli con il punteggio di 6–2 6–0